# WASP-62

WASP-62 (med namnet Naledi) är en ensam stjärna belägen i mellersta delen av stjärnbilden Svärdfisken. Den har en skenbar magnitud av ca 10,21 och kräver ett teleskop för att kunna observeras. Baserat på parallax enligt Gaia Data Release 3 på ca 5,69 mas beräknas den befinna sig på ett avstånd av ca 573 ljusår (ca 176 parsec) från solen. Den rör sig bort från solen med en heliocentrisk radialhastighet av ca 15  km/s.

## Nomenklatur
WASP-64 fick 2019 på förslag av amatörastronomer från Sydafrika namnet Naledi, som en del av IAU:s NameExoWorlds-kampanj. Samtidigt fick exoplaneten WASP-62b namnet Krotoa.

## Egenskaper
WASP-62 är en gul till vit stjärna i huvudserien av spektralklass F7 V. Den har en massa av ca 1,25 solmassa, en radie av ca 1,3 solradie och har en effektiv temperatur av ca 6 200 K.

## Planetsystem
En transiterande exoplanet av typen het Jupiter, som kretsar kring WASP-62 upptäcktes 2012 av WASP. Planetens jämviktstemperatur är 1 440 ± 30 K, men den uppmätta medeltemperaturen är kallare vid 1 329,6 ± 44,8 K. År 2020 visade ett transmissionsspektrum att atmosfären kring WASP-62 b är fri från moln. Den innehåller natrium och möjligen kiselhydrider.
Planetbanan är något skild från stjärnans ekvatorialplan, med en avvikelse av 19,4 +5,1−4,9°.
| Planet | Massa         | Halv storaxel (AE)       | Siderisk omloppstid (d) | Excentricitet | Inklination       | Radie            |
| ------ | ------------- | ------------------------ | ----------------------- | ------------- | ----------------- | ---------------- |
| b      | 0,562 ± 0,042 | 0,05672 +0,00075−0,00079 | 4,411953                | <0,075        | 88,30 +0,90−0,60° | 1,390 ± 0,060 RJ |